# Danny Latza
Danny Latza (* 7. Dezember 1989 in Gelsenkirchen) ist ein deutscher Fußballspieler. Er steht bei Fortuna Düsseldorf II unter Vertrag. Seine bevorzugte Positionen sind das defensive Mittelfeld und offensive Mittelfeld.

## Karriere

### Vereine
Latza begann mit dem Fußballspielen bei der DJK Arminia Ückendorf in seiner Geburtsstadt Gelsenkirchen. 1998 wechselte er zur Jugend des FC Schalke 04. Dort durchlief er mehrere Nachwuchsmannschaften und absolvierte einige Spiele für die zweite Mannschaft. Im Januar 2009 wurde er in den Profikader befördert und debütierte im Februar 2009 in der Bundesliga, spielte aber weiterhin hauptsächlich für die zweite Mannschaft. Für die Profis von Schalke 04 machte er zunächst insgesamt drei Spiele.
Im Sommer 2011 unterzeichnete er einen Zweijahresvertrag beim SV Darmstadt 98, für den er in zwei Saisons 73 Ligaspiele absolvierte. Zur Saison 2013/14 wurde Latza vom MSV Duisburg verpflichtet, dem jedoch die  Lizenz entzogen wurde; damit wurde sein Vertrag ungültig. Latza wechselte daraufhin für zwei Jahre zum VfL Bochum. In zwei Saisons kam er in der 2. Bundesliga zu 64 Einsätzen.
Zur Saison 2015/16 schloss er sich dem 1. FSV Mainz 05 an. Beim 3:1-Sieg gegen den Hamburger SV am 17. Dezember 2016, dem 15. Spieltag der Saison 2016/17, erzielte er seine ersten drei Bundesligatreffer. Zur Bundesligasaison 2019/20 wurde Latza von Cheftrainer Sandro Schwarz zum Mannschaftskapitän ernannt. Sein Vertrag bei Mainz 05 lief bis 30. Juni 2021.
Zur Saison 2021/22 kehrte Latza zum FC Schalke 04 zurück. Er unterschrieb einen Vertrag, der ligaunabhängig bis zum 30. Juni 2023 läuft und sich im Aufstiegsfall um ein Jahr verlängert. Kurz vor Ende des Trainingslagers ernannte Cheftrainer Dimitrios Grammozis Latza zum neuen Mannschaftskapitän der Schalker.
Nach dem Auslaufen seines Vertrages bei Schalke 04 und dem Nichtaufstieg in die Bundesliga war er 2024 einige Monate vereinslos. Im November unterschrieb er bei Fortuna Düsseldorf, wo er als Führungsspieler die Regionalligamannschaft verstärken soll.

### Nationalmannschaft
Latza gehörte zum deutschen Kader bei der U-17-Europameisterschaft 2006, bei der er mit der deutschen Mannschaft das Halbfinale erreichte. 2008 nahm er mit der deutschen U-19-Nationalmannschaft an der EM in Tschechien teil und gewann dort durch einen 3:1-Sieg im Finale gegen Italien den Titel.

### Erfolge
- U-19 Europameister: 2008
- Hessischer Landespokalsieger: 2013
- Meister der 2. Bundesliga: 2022